# Klamath (Volk)

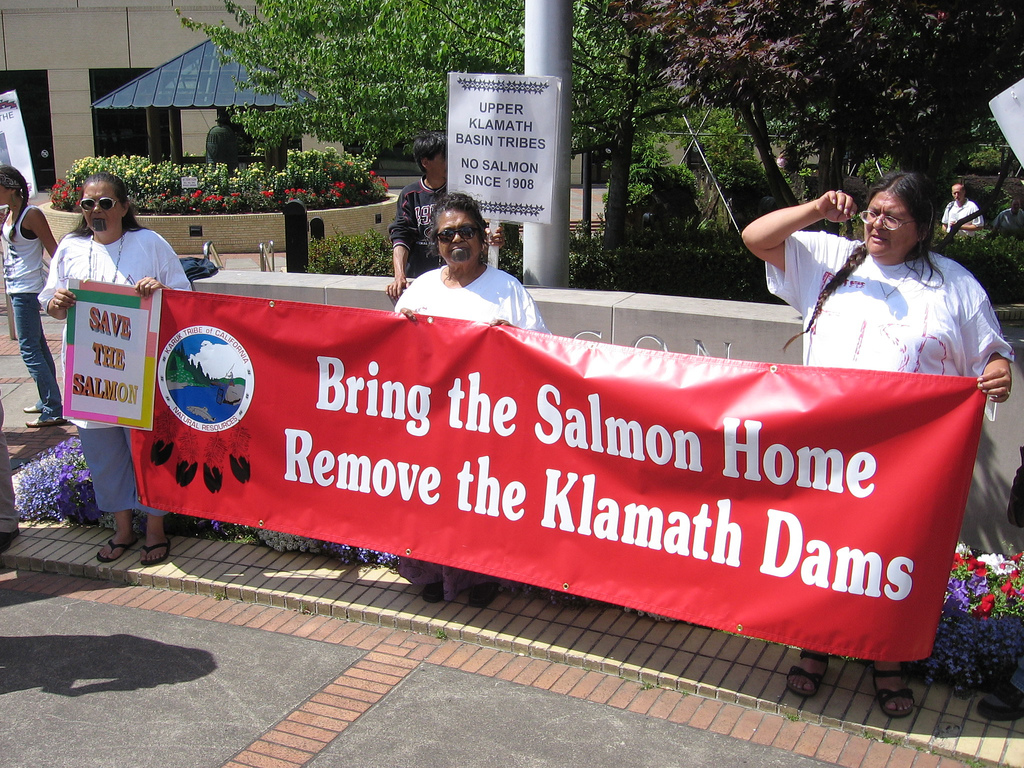
Angehörige der Klamath fordern im Jahr 2006 den Abriss der vier Dämme der PacifiCorp am Klamath, um dem Lachs wieder den Laichzug zu ermöglichen. Der Abriss könnte 2022 beginnen.

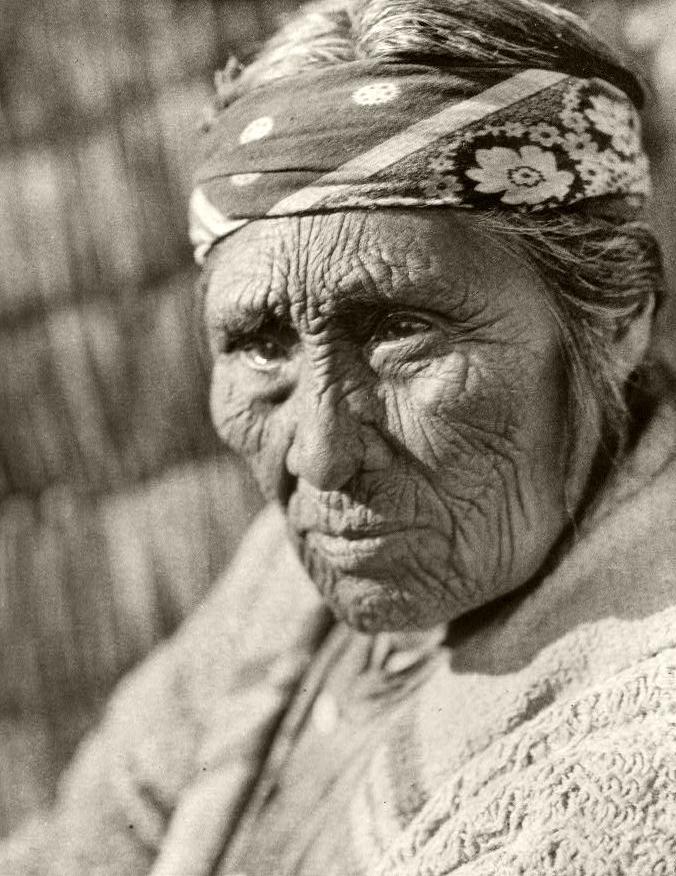
Alte Klamath-Frau (Old Klamath woman), 1924 veröffentlichte Fotografie, aufgenommen von Edward Curtis

Die Klamath sind ein Indianer-Volk im Grenzgebiet der US-Staaten Oregon und Kalifornien und zählen zusammen mit den sprachlich-kulturell eng verwandten Modoc im Süden zum nordamerikanischen Kulturareal von Kalifornien. Ihre gemeinsame Sprache, das Klamath-Modoc, bildet eine eigene Untergruppe der Plateau Penuti-Sprachfamilie. Kulturell wurden sie stark von den nördlich lebenden Stämmen des Columbia Plateau beeinflusst.

## Namensherkunft
Die Klamath und die Modoc bezeichneten sich wie viele indigene Völker einfach als Maklaks/Maqlag („das Volk, die Menschen“), zur Unterscheidung nannten sich die Klamath ?Ewksiknii/ʔEwksikni maklaks (meist wiedergegeben als E-ukshikni maklaks – „Volk vom ʔEws/E-ukshi, d. h. vom Upper Klamath Lake“, wörtlich: „Volk vom See“) und die Modoc (oder übernahmen die Bezeichnung) auch Mo'dokni/Mo'dokish maklaks oder Moˑwat\̲ʼaˑkʼkniˑ(„Südliches Volk, die Südlichen“).
Die Herkunft und Bedeutung der heute allgemein üblichen Stammesbezeichnung Klamath ist nicht letztlich geklärt. Alfred Kroeber nahm an, dass es sich um eine Fremdbezeichnung durch die Kalapuya (Mókai/Móke(y) máklaks) als Athlameth handelt. Der Ethnologe Albert Samuel Gatschet nahm an, dass die Selbstbezeichnung Waklak („Leute“ oder „Gemeinschaft“) lautete, vermutlich eine Verballhornung von Maklaks/Maqlag. Sein Kollege Leslie Spier berichtet, „Klamath“ sei die Bezeichnung für eine regionale Band, der so genannten Klamath-Marsh-Williamson-River-Gruppe oder Auksni/A’ukckni. Die benachbarten Shasta bezeichneten den Upper Klamath Lake als Auksi, die Achomawi bezeichneten die Klamath als Ál ámmí und die Klamath-Modoc zusammen als Lutw̓áámíʼish („Volk am See“). Vermutlich übernahmen die britisch-französischen Fallensteller der Hudson’s Bay Company diese unterschiedlichen Bezeichnungen (die immer in Verbindung mit dem Begriff See gebraucht wurden) und bezeichneten die Klamath zunächst als La Lakes („See-Volk“).
Der Stamm war Namensgeber für zwei Seen (Upper Klamath Lake und Lower Klamath Lake), für den örtlich größten Fluss (Klamath River) und das Klamath Basin, zweier Counties (das Klamath County in Oregon sowie das inzwischen aufgelöste Klamath County in Kalifornien), des Klamath National Forests in den Klamath Mountains, der unincorporated community Fort Klamath nahe dem früheren Armeestützpunkt Fort Klamath (als historisch bedeutsame Stätte ist die „Fort Klamath Site“ heute Teil des National Register of Historic Places), der CPD Klamath in Kalifornien sowie der Kleinstadt Klamath Falls, Oregon.

## Geschichte
Die Schätzungen über die Zahl der Klamath divergieren sehr stark und reichen von 400 bis 1100 im Jahr 1780. Die Abgelegenheit ihres Wohngebiets schützte sie relativ lange vor dem Kontakt mit Weißen. Peter Skene Ogden, ein Händler der Hudson’s Bay Company, nannte sie 1826 eine „happy race“ („glückliche Rasse“). Er sah voraus, dass sich dies mit den Weißen ändern würde. Die Klamath erhielten durch den Handel Pferde und Gewehre.

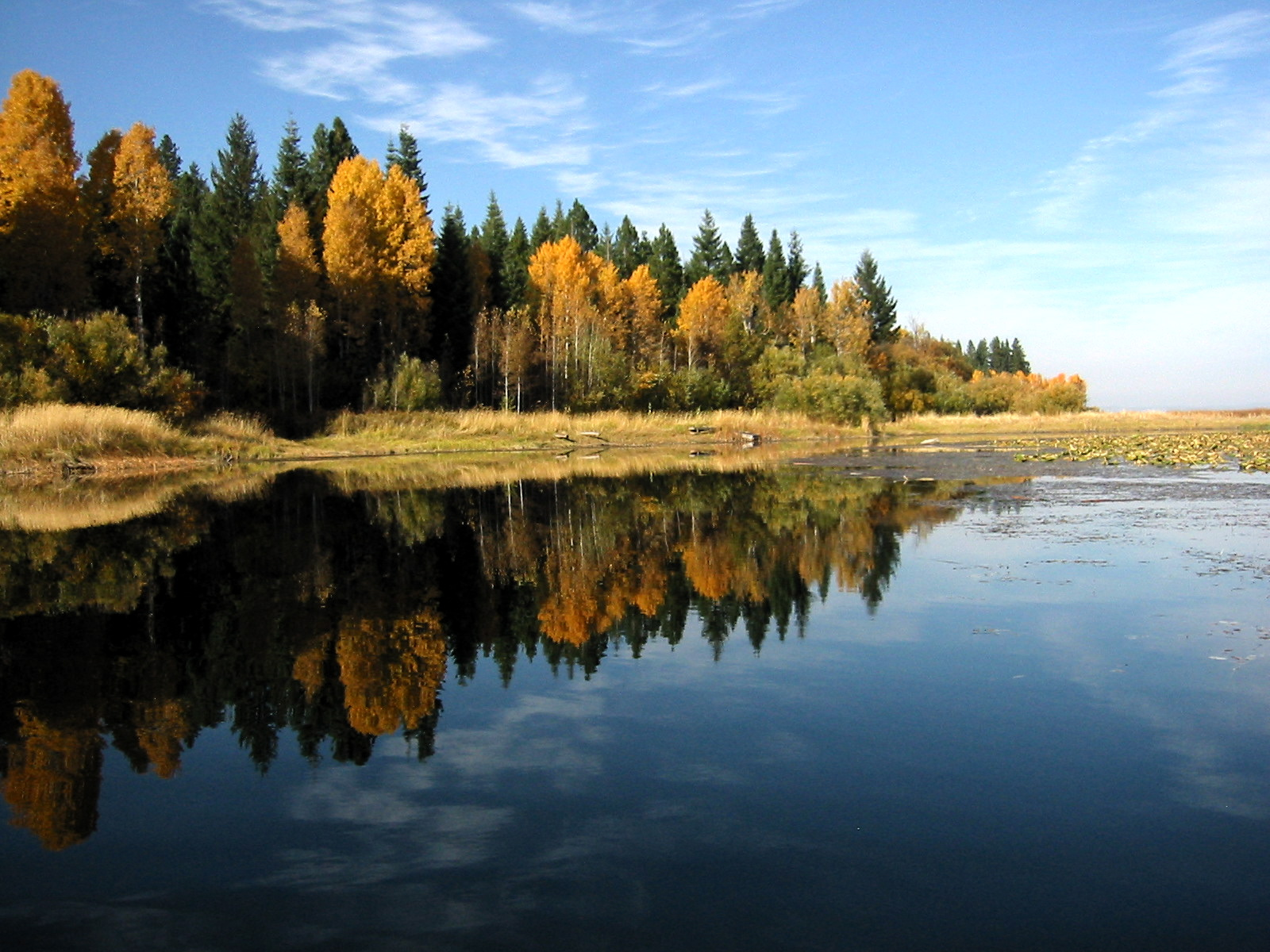
Oberer Klamath-See

Ihr Handelsgebiet reichte bis nach The Dalles am Columbia, wo sie von anderen Stämmen Pferde, Decken, Büffelhäute und getrockneten Lachs erhielten. Dafür sollen sie unter anderem Sklaven geboten haben, die sie bei kalifornischen Stämmen erbeutet hatten. Auch boten sie Perlen und wocus, eine nahrhafte Pflanze. Sie wurde in Suppen und als Bestandteil von Mehl verwertet. Ein weiterer wichtiger Handelsplatz neben dem beim späteren The Dalles war Yainas östlich des Klamath Lake.
Veränderungen am Körper, wie Tätowierungen und Muschelpiercings, waren bei ihnen verbreitet, und auch die künstliche Abflachung des Kopfes, wie sie im Nordwesten bei einigen Stämmen verbreitet war. Sie lebten in Erdhütten, die rund 1,20 m tief eingegraben waren.

### Historische Bands

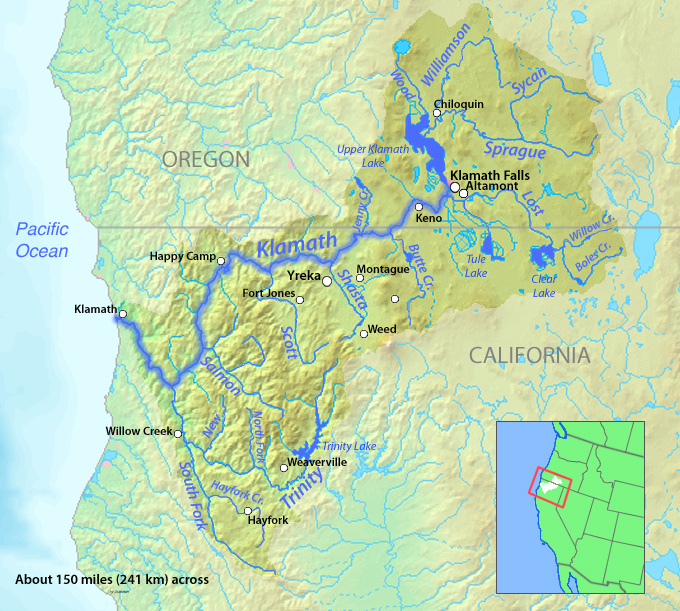
Das Einzugsgebiet des Klamath

Die Klamath lebten östlich der Kaskadenkette (Yámakisham Yaina) (“Berge der nördlichen Stämme”) zumeist entlang des Nordufers des Klamath Rivers und entlang dessen Nebenflüssen, dem Williamson River (Kóke) und Wood River (E-ukalksini Kóke) im Norden und dem Sprague River (Plaikni Kóke) („Fluss im Hochland“) und Sycan River im Osten; im Süden reichte ihr Stammesgebiet bis über das heutige Klamath Falls nahe dem Link River (Yula1óna) hinaus in den äußersten Norden Kaliforniens, südlich davon begann das von den Modoc beanspruchte Territorium. Wichtige Siedlungsgebiete waren der Klamath Marsh (E-ukshi), der Agency Lake und der Upper Klamath Lake (E-ukshi) sowie zahlreiche weitere Seen, Feuchtgebiete und Flüsse. Das Hochland entlang des Sprague Rivers bewohnten die P'laikni-Klamath („Sprague River Valley People“, „Upland Klamath“, wörtlich: „Hochland/Bergbewohner“), die zusammen mit Modoc und einigen Shoshone (Shá't) sowie Paiute in gemeinsamen Siedlungen lebten.
Im Norden ihres Stammesgebiets lebten die Molala (Kuikni maklaks), im Nordosten und Osten lebten in den wüstenartigen Ebenen verschiedene Bands der Nördlichen Paiute (Shá'ttumi) (Sammelbezeichnung für Nördliche Paiute und Shoshone und Bannock) – darunter die Goyatöka Band („Flusskrebs-Esser“), direkt im Süden die Modoc (Mo'dokni maklaks) mit denen sie das Modoc-Plateau teilten, im Südwesten die Shasta (S[h]asti maklaks) sowie den Klamath River weiter flussabwärts die als „Skatchpalikni“ („Leute entlang des Scott River“) bezeichneten Karuk und Yurok, im Westen und Nordwesten waren die Latgawa (“Upland Takelma”) und Takelma/Dagelma („Lowland/River Takelma“) zu Hause. Jenseits der Kaskadenkette im Flussgebiet des Rogue River (Wálamsh) lebten die „Rogue River“ Athabasken (Wálamskni maklaks) („Volk entlang des Rogue River“) und weiter im Süden im Flussgebiet des Pit Rivers (Moatuashamkshini/Móatni Kóke) (“Fluss der südlichen Bewohner”) die Achumawi und Atsugewi bzw. „Pit River Tribes“, die als „Móatuash maklaks“ („Bewohner des Südens“, oder „Menschen des Südens“) bezeichnet wurden.
Die kleinste soziale Einheit der Klamath stellte die patrilineare und patrilokale (das Ehepaar zog zur Familie des Mannes) Kernfamilie dar und mehrere verwandte Familien bildeten eine Großfamilie. Eine oder mehrere Großfamilien (meist untereinander verwandt) bildeten eine Lokalgruppe (engl. local [residential] band/group), die über gemeinsame Fisch-, Jagd- und Landrechte verfügte und sich zumeist in den ortsfesten Wintersiedlungen zusammenfand. Mehrere Lokalgruppen (Siedlungen) bildeten wiederum eine regionale Band mit einer gemeinsamen politischen sowie kulturellen Identität (auf Grund von Verwandtschaft, Dialekt, geteiltem Territorium und kulturellen Eigenheiten); diese regionalen Bands verfolgten gemeinsame Interessen bezüglich ihrer Rechte (Fisch-, Jagd- und Sammelgebiete), im Handel sowie ebenfalls bei der Entscheidung über Krieg und Frieden gegenüber Außenstehenden – zudem fanden sie sich zu Ritualen und religiösen Festen zusammen.
Zum Zeitpunkt des ersten Kontakts mit Europäern unterteilten sich die Klamath in fünf (laut Homepage der Klamath Tribes jedoch sechs) regionale Bands.
- die Ǎ’ukckni („Klamath Marsh People“ oder „Klamath Marsh-Williamson River People“): Mit fast der Hälfte der Bevölkerung bildeten sie die größte und mächtigste Band der Klamath. Sie hatten mindestens 29 Siedlungen im Klamath Marsh und 14 Siedlungen entlang des mittleren Williamson River. Ihr großes Territorium umfasste zahlreiche gut bewässerte Fluss- und Sumpfgebiete, die sich als Winterquartiere eigneten. Die meisten und größten Siedlungen befanden sich im Klamath Marsh, einem Sumpfgebiet. Am Williamson River waren die Siedlungen klein und verstreut.
- die P'laikni („Sprague River Valley People“, wörtlich: „Hochland/Bergbewohner“, auch: „Upland Klamath“): lebten in weit voneinander entfernt liegenden kleinen Siedlungen im Hochland des Sprague Rivers (P'laikni Kóke) („Fluss im Hochland“) die sich flussaufwärts bis etwas westlich des Gearhart Mountain erstreckten (Spier); werden manchmal auch zu den „A’ukckni“ gezählt, da sie als Sommerquartiere den Sycan River und Klamath Forest Marsh nutzten. Die P'laikni-Klamath als auch die P'laitankni-Modoc bestanden sowohl aus Klamath, Modoc als auch aus einigen Shoshone und Paiute.
- die Kowa’cdikni („Agency Lake/Marsh Lake People“) lebten in einer Siedlung im Feuchtgebiet des Agency Lake, des nördlichen Armes des Klamath-Sees.
- die Du’kwakni („[Lower] Williamson River People“) lebten in sechs Siedlungen sumpfigen Delta des Williamson River sowie dessen Mündung in den Upper Klamath Lake.
- die Gu’mbǒtkni („Pelican Bay People“) lebten in mindestens sieben Siedlungen entlang Sevenmile Creek, Recreation Creek, Odessa Creek und Pelican Bay an der Mündung des Four Mile Creek sowie im nordwärts angrenzenden Feuchtgebiet.
- die Iu’laloηkni („Klamath Falls (Link River) People“) lebten nahe Klamath Falls sowie entlang des Link Rivers und in mindestens dreizehn weiteren Siedlungen am Ostufer des Upper Klamath Lake.

### Traditionelle Lebensweise

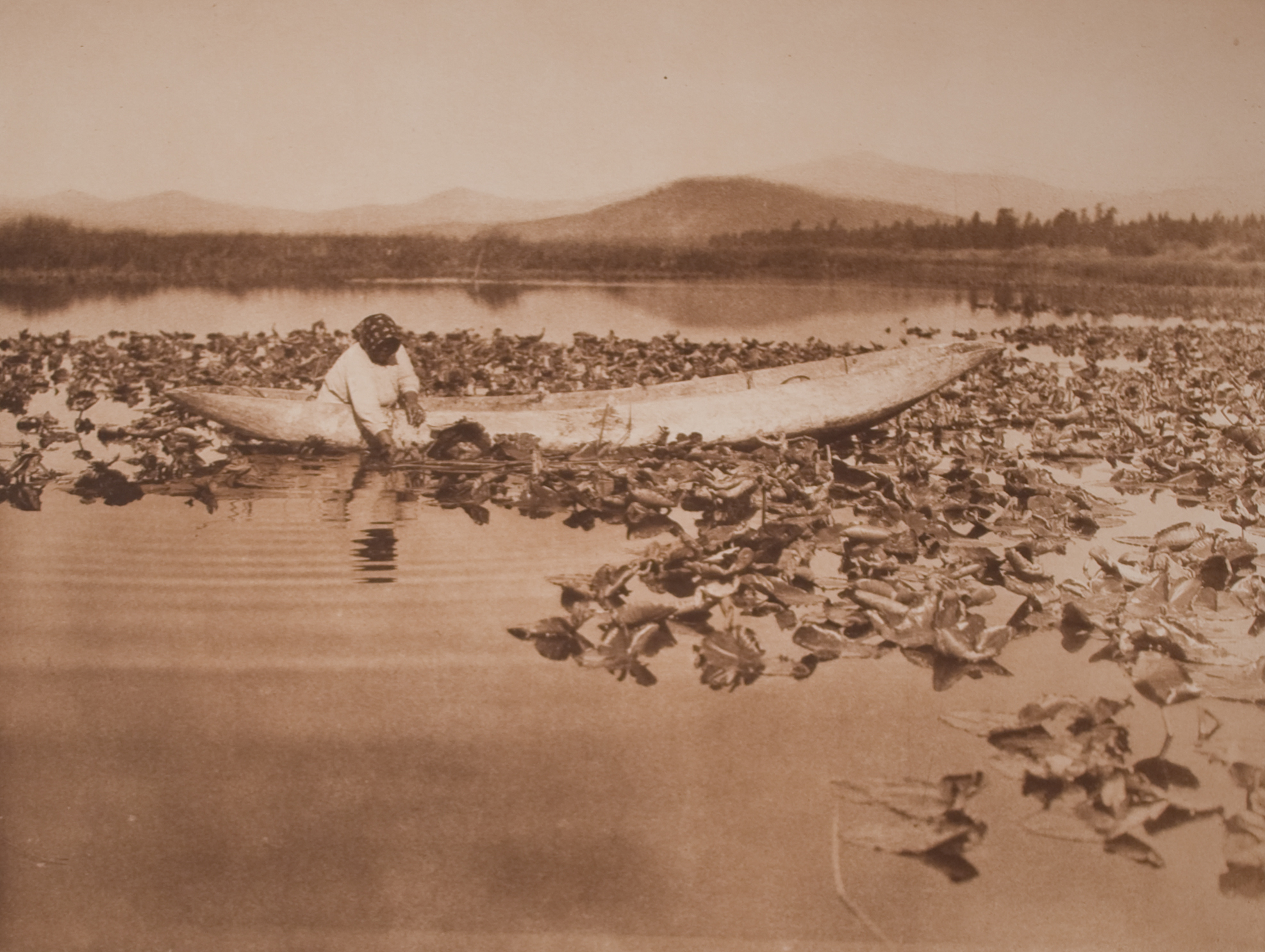
Frau beim Sammeln von Wokas (Nymphaea polysepala), die zu den Seerosengewächsen gehören, vor 1923

Wie andere indigene Völker in Kalifornien und des Columbia Plateaus waren die Klamath halbsesshafte Fischer (Saugkarpfen und Lachse) und Jäger und Sammler und hatten saisonale Dörfer und Lager, um das ganze Jahr die natürlichen Ressourcen nutzen zu können; besonders wichtig waren der c'waam (Lost River Sucker) und qapdo (Shortnose Sucker). Ihre Migration folgte einem wiederkehrenden Muster von permanenten Winterdörfern (umfassten große halb unterirdisches Grubenhäuser), über mehrere provisorische Lager (mit kuppelförmigen Strauchhütten – ähnlich den Wickiups), wobei sie fast immer jedes Jahr an die gleichen Orte zurückkehrten.
Grubenhäuser (engl. pit houses) waren Unterkünfte mit einem Durchmesser von etwa 22 Fuß und einer Tiefe von bis zu 15 Fuß, die aus Baumstämmen gebaut und zur Isolierung mit Erde und Gräsern abgedichtet wurden. Grubenhäuser wurden unterirdisch mit einem Eingang und einer Leiter an der Spitze gebaut und wurden im Allgemeinen während der kalten, schneereichen Wintermonate benutzt.
Die Sommerunterkunft war eine kuppelförmige Hütte, deren Rahmen aus Weidenpfählen mit mehreren Schichten aus kräftigem, haltbarem Tule-Matten bedeckt waren; später wurde durch Vermittlung der Plateau-Indianer das Tipi der Plains-Indianer übernommen (zumeist jedoch weiterhin mit Tulematten bedeckt). Wie andere Stämme Kaliforniens waren auch die Klamath für ihre Korbflechtkunst berühmt (hierfür nutzten sie Gräser, Schilf und Binsen).
Neben der Fischerei, ergänzten sie ihren Speiseplan durch Sammeln (Beeren, Zwiebeln, Wurzeln, Samen, Eicheln, Seerosen-„Wocas“ und Vogeleier) und durch die Jagd (auf Gabelantilopen, Hirsche, Murmeltiere, Stachelschweine, Wiesel, Hasen und Wasservögel). Auf Grund ihres durch Flüsse, Seen, Marsch- und Sumpfgebiete geprägten Stammesgebiets waren die Klamath stärker von der lokalen Fischerei abhängig und weniger mobil als die südlich lebenden Modoc, deren Stammesgebiet weniger Seen und teilweise Halbwüsten umfasste, daher legten diese größeren Wert auf die Großwildjagd und waren mobiler als die Klamath. 
Sie pflegten Handelskontakte zu den Stämmen an der Pazifikküste (Sóltchokni maklaks – „Salt-Chuck Volk“, abgel. vom Englischen „salt water“), um dort an die begehrten Muschelschalen (die sie für ihre Piercings nutzten und ihnen gegenüber benachbarten Stämmen als sog. Muschelgeld dienten) sowie zu den Stämmen des Columbia River Plateaus (Yámakni – „die Nördlichen“ genannt), von denen sie kulturell stark beeinflusst wurden. Wichtige Handelsplätze waren The Dalles am Columbia River sowie in ihrem Gebiet „Yainax/Yainas“ am Südufer des Sprague Rivers östlich des Upper Klamath Lake. Dieses ausgedehnte Handelsnetz ermöglichte den Austausch von Waren, Ideen und sogar Menschen, da lu'gshla (Sklaverei) in der Region weit verbreitet war. Die Klamath und Modoc waren bekannt dafür, dass sie immer wieder auf Sklavenjagd unter den kalifornischen Stämmen gingen (insbesondere unter den „Pit River Tribes - Achomawi und Atsugewi“), um diese als Handelsware bei den Plateau-Stämme gegen begehrte Pferde, Decken, Büffelhäute und getrockneten Lachs zu tauschen. Neben dem Muschelgeld boten sie auch die Perlen der wokas/wocus (Indianer-Teichrose (große gelbe Teichrose), einem Grundnahrungsmittel, diese nahrhafte Pflanze wurde in Suppen sowie als Bestandteil von Mehl zum Brotbacken verwendet) und die Zwiebeln der camass genannten Essbaren Prärielilie. Die erworbenen Pferde und Gewehre ermöglichten ihnen nicht nur, ihr Streifgebiet zu erweitern, sondern auch, im Krieg in größeren, sehr mobilen Gruppen unterwegs zu sein.

### Vertrag mit den USA, Reservat

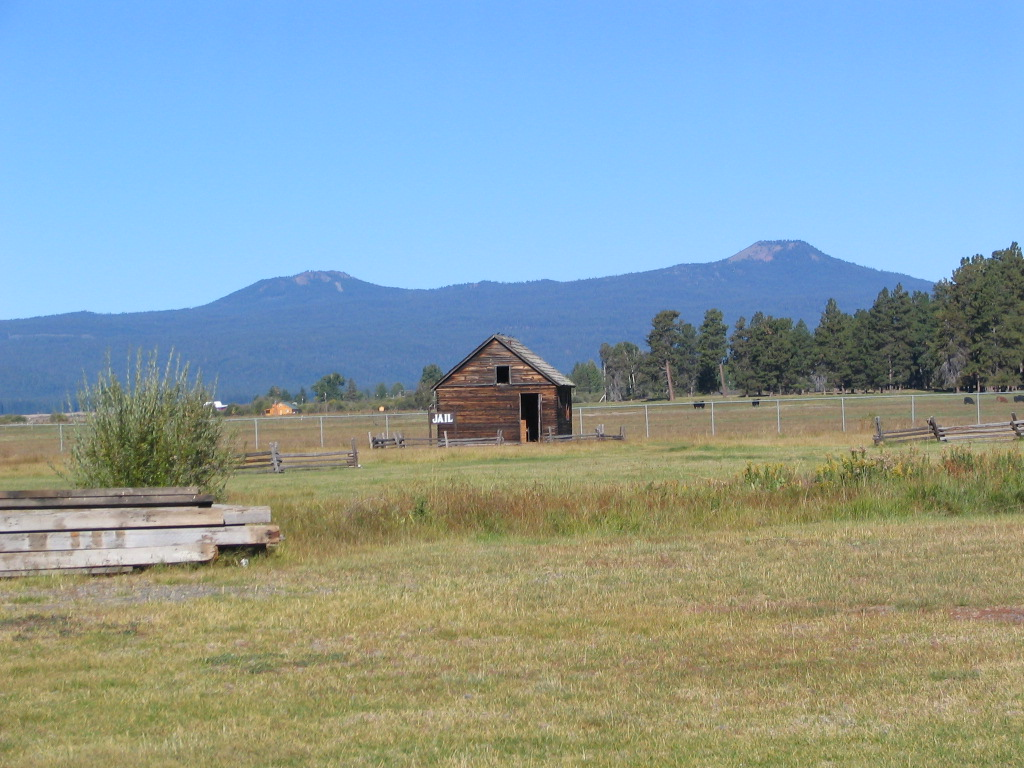
Das ehemalige Gefängnis in Fort Klamath

Zusammen mit vier Häuptlingen der Modoc und zwei Headmen der Yahuskin unterzeichneten 21 Häuptlinge der Klamath am 14. Oktober 1864 den Klamath-Vertrag. Die Klamath erhielten ein Reservat von 1.107.845 Acre Fläche, das am 17. Februar 1870 offiziell bekannt gegeben wurde. Bereits am 12. Mai 1866 war eine Indianeragentur am oberen Ende des Agency Lake gegründet worden, wenige Kilometer südlich von Fort Klamath. Doch die meisten Modoc weigerten sich, mit den Klamath zusammen in ihr Reservat zu ziehen und blieben in ihrem traditionellen Gebiet. Daher gründeten die USA rund 50 km östlich der Agentur eine Unteragentur für die Modoc und einige Upland Klamath sowie Yahuskin bei Yainas.
1898 kam es zu Verhandlungen um eine Reservatsvergrößerung, weil fehlerhafte Landvermessungen dies notwendig machten. Man einigte sich am 17. Juni 1901, den Klamath eine Entschädigung von 537.007,20 Dollar für den Verlust von 621.824,28 Acre Land zu zahlen. Währenddessen zogen sich Auseinandersetzungen um die Landprivatisierung von 1895 bis 1906 hin. 1902 wurden von weiterer Privatisierung alle Kinder ausgeschlossen, die nach dem 15. April 1910 geboren werden sollten.
1902 wandten sich Modoc, die nach der Niederlage im Krieg gegen die USA (1872–1873) nach Oklahoma verbannt worden waren, an den Stammesrat der Klamath und baten um Ansiedlungsrechte. 1903 zogen 21 Modoc in den Nordosten des Klamath-Reservats. Obwohl sich die Klamath gegen weitere Ansiedlung von rückkehrwilligen Modoc wehrten, wurden von den 47 Petenten genau 16 unter dem Druck der Regierung angesiedelt.
Insgesamt wurden 177.719,62 Acre privatisiert, wobei das Land an 1.174 Indianer verteilt wurde. 6.094,77 Acre blieben für die Agentur, für Kirche und Schule frei.
Im Gegensatz zu vielen anderen Stämmen in diesem Gebiet wurden die Klamath weder von Epidemien dezimiert, noch gerieten sie in kriegerische Auseinandersetzungen mit den USA.

### General Council und Auflösung des Stammes
1909 richtete der Stamm den Klamath General Council ein, um mit den Indianeragenten besser verhandeln zu können, 1929 richteten sie eine Versammlung für Wirtschaftsfragen, ein Business Committee ein.
Am 15. Juni 1935 lehnte eine Mehrheit des Stammes den Indian Reorganization Act ab, doch war der Stamm zerstritten. Ein Teil wollte die Auflösung des Stammes und die Privatisierung allen Besitzes, ein anderer wollte bleiben. Von den 2.133 Stammesmitgliedern in der Stammesrolle votierten 1958 genau 1.660 für die Auflösung und 473 dagegen. Die Mehrheit sollte pro Kopf 50.000 Dollar erhalten, doch sollten sie nun für innerhalb der Reservate erwirtschaftete Gewinne Steuern zahlen. Drei Bedingungen führten zur Steuerfreiheit: der Antragsteller musste im Reservat leben, in der Stammesrolle eingetragen sein und er musste die Einkünfte dort erwirtschaftet haben. Die zu dieser Zeit rund 600 Klamath, die verblieben, erhielten für die 473 Anteile 1974 jeweils 173.000 Dollar. Das Gebiet wurde ein Teil des Winema National Forest.

### Militärstraße

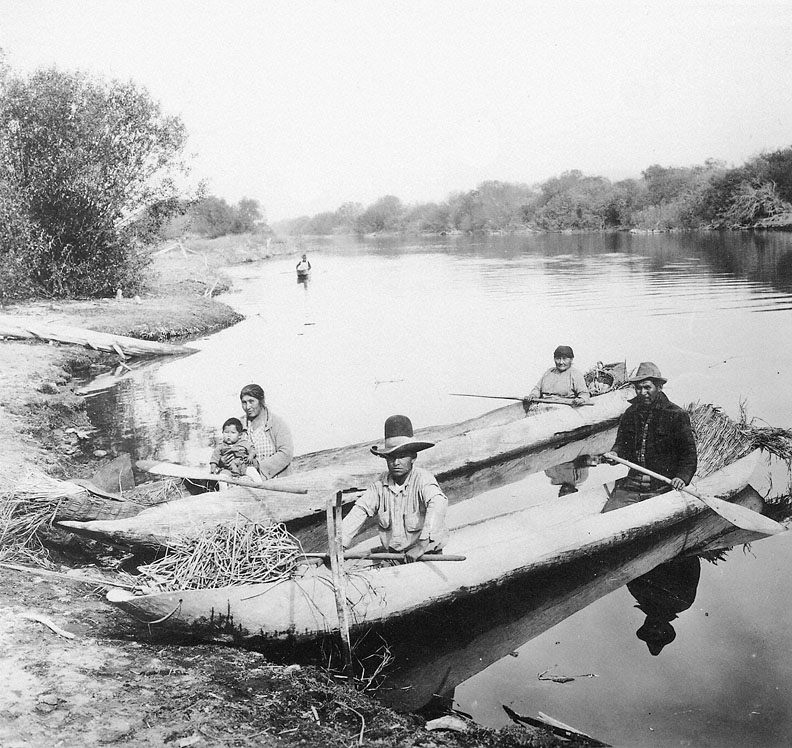
Klamath in Einbäumen, nach 1870

Noch vor dem Vertrag mit den Klamath erhielt Oregon am 2. Juli 1864 die Genehmigung für den Bau einer Militärstraße von Eugene bis an die Ostgrenze Oregons. Mehr als ein Viertel der benötigten Fläche, nämlich genau 111.385 Acre, lag auf dem Land der Klamath. Diesen Verlust stellte der Oberste Gerichtshof 1904 ausdrücklich fest, und man fragte die Straßenbaugesellschaft, ob sie bereit sei, einen Ausgleich zu zahlen, oder eine andere Trasse zu akzeptieren. Die California & Oregon Land Company akzeptierte einen Tausch mit 86.418,06 Acre gegen die besagten 111.000 beim Yamsey Mountain. Der zugehörige Vertrag wurde genauso ohne jede Mitteilung oder Involvierung des Stammes abgeschlossen wie die aus den vorausgehenden Verhandlungen hervorgegangenen Abmachungen. Das Reservat wurde also um ein Waldgebiet im Wert von 3.550.000 Dollar auf 86.000 Acre reduziert. 1907/08 sollte der Stamm eine Kompensation von 108.750 Dollar erhalten, eine Summe, der der Kongress zustimmte. 150 der 287 erwachsenen Klamath erklärten sich im Nachhinein mit diesem Vorgehen einverstanden.
1920 durften die Klamath beim Kongress Klage erheben (die heute zuständige Indian Claims Commission wurde erst 1947 gegründet), 1934 landete der Fall beim Court of Claims, doch entschied der Gerichtshof gegen die Kläger. 1936 wurden sie erneut gehört. Am 25. April 1938 entschied der Oberste Gerichtshof, dass der Reststamm 2.980.000 Dollar erhalten sollte, eine Entschädigung, die sich zusammen mit den aufgelaufenen Zinsen auf 5.313.347,32 Dollar belief. Viele Indianer wurden jedoch um diese Summen betrogen. Bis heute sind die Klamath allerdings die einzigen, die im Klamath River Fisch fangen dürfen.
Die Militärstraße ist letztlich nie benutzt worden und war dennoch für die Wiederbelebung des Stammes entscheidend.

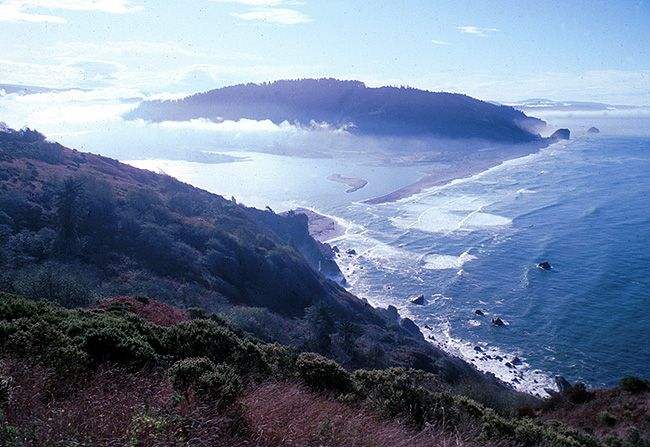
Mündung des Klamath

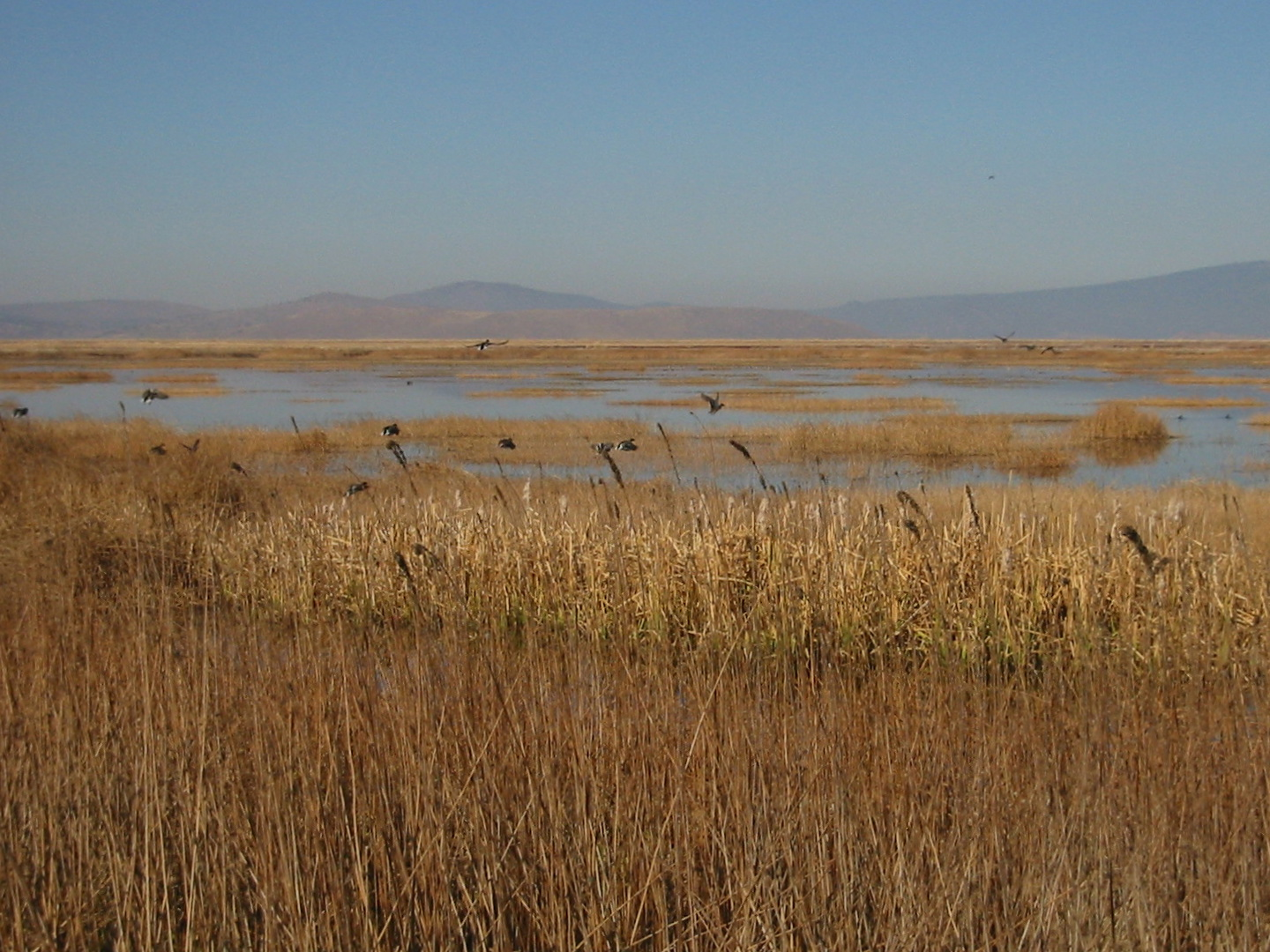
Schutzgebiet am unteren Klamath

1969 bildeten einige Klamath und drei Weiße die Organization of Forgotten Americans (‚Organisation der Vergessenen Amerikaner‘). 1984 entzündete ein Klamath ein Feuer, das erst erlöschen sollte, wenn der Stamm wieder anerkannt war und ein eigenes Territorium besaß. Den ‚Vergessenen Amerikanern‘ gelang es zunächst, den Anspruch auf Lager im geschützten Winema-Gebiet durchzusetzen. 1991 wurde die Gruppe wieder als Stamm anerkannt.

### Rückforderung
100 Jahre nach dem Klamath-Vertrag setzte der Kongress eine Kompensation von 2,5 Millionen Dollar für das verlorene Land fest, dazu die Verteilungsschlüssel. Weitere 4.162.992,82 Dollar wurden für das „versehentlich“ verlorene Land gezahlt. Das gesamte Missmanagement der zuständigen Behörden kostete die USA weitere 18 Millionen Dollar (1977) und nochmals 16,5 Millionen (1982) für das Missmanagement der Wälder. Auch für das Verkaufen unter Wert, sei es aufgrund von Vetternwirtschaft oder Gleichgültigkeit, erhielten die Klamath abermals 785.000 Dollar. Weitere 23,5 Millionen wurden für die verkauften Wälder fällig.

## Aktuelle Situation
Auch wenn es den Klamath gelungen ist, als Stamm anerkannt zu werden, Entschädigungen zu erhalten und ein eigenes Gebiet, in dem sie das ausschließliche Fischfangrecht besitzen, so ist dieses dennoch in seinem Wert durch Dammbauten vermindert worden. Diese Bauwerke behindern die Fischzüge, vor allem die des Lachses, der für viele Familien immer noch einen erheblichen Teil der Ernährung beiträgt. Dabei ist vor allem der Coho-Lachs bedroht, der wiederum Orcas als Nahrung dient.
Allein 2006 sagte die Regierung Hilfsleistungen – an alle Lachsfischer am Klamath – im Umfang von 60 Millionen Dollar zu. 2008 war sogar der bis dahin als sicher geltende Sacramento River vom Einbruch der Lachspopulationen an der Pazifikküste betroffen. Dieser katastrophale Einbruch hat verschiedene Ursachen, am Klamath dürfte eine der niedrige Wasserstand sein. Dies hängt wiederum mit dem in Kalifornien immer noch sehr hohen Wasserverbrauch zusammen, unter dem inzwischen fast alle Flüsse zu leiden haben. Hierin zeigt sich auch ein Paradigmenwechsel in der Politik, denn seit 2001, als man zugunsten der Lachse den Wasserverbrauch per Anweisung reduzierte, wird der Bewässerung wieder der Vorrang gegeben. Dabei laufen seit Jahren Gespräche mit PacifiCorp, dem Inhaber der vier Dämme, die abgerissen werden sollen. Am 7. November 2008 wurde in San Franciscos beim 33. Indianischen Filmfestival der Film von Stephen Most, River of Renewal, Myth and History in the Klamath Basin vorgeführt, der diesen Streit thematisiert. Die Planungen für den für das Jahr 2022 vorgesehenen Dammabriss sind (Stand: 2020) noch immer nicht abgeschlossen.

## Geschichtsschreibung
Mit der Terminationspolitik drohte den Klamath, wie allen indianischen Völkern, auch die Auslöschung der eigenen Geschichte. Barbara Alatorre war bei ihnen der wichtigste Historiker. Sie sicherte die Erinnerungsstücke der Stammesgeschichte und forschte selbst auf diesem Sektor.

## Heutige Stämme
Heute sind die Klamath in zwei auf Bundesebene anerkannten Stämmen (sog. federally recognized tribes) organisiert:
Oregon
- The Klamath Tribes[16] (früher: Klamath Indian Tribe of Oregon, bestehend aus drei Stämmen, den Klamath, Modoc und der Yahooskin (Yahuskin) Band of Northern Paiute Indians, zudem hatten sich zuvor einige der Hunipuitöka Band („Hunipui-Wurzel-Esser“, meist Walpapi genannt) der Nördlichen Paiute im Klamath-Reservat niedergelassen und sich der Yahooskin (Yahuskin) Band angeschlossen, auch Nachfahren der einst 1864 in einem letzten Sklavenzug geraubten "Pit River Indians" unter ihrem Headman Pit River Charley siedeln im Reservat, Verwaltungssitz: Chiloquin (Mbosaksawaas) („Feuersteinort“), Zahl der Angehörigen: 5.400)

Kalifornien
- Quartz Valley Indian Community of the Quartz Valley Reservation of California[17] (bestehend aus drei Stämmen, den Klamath, Karuk und Shasta, die Quartz Valley Reservation umfasst 0,7 km² im Siskiyou County, Verwaltungssitz: Fort Jones, Zahl der Angehörigen: 150)